# Claude de Bermen de La Martinière
Claude de Bermen de La Martinière né le 30 mai 1636, décédé le 14 avril 1719, naquit en France et arriva en Nouvelle-France en 1662, est un procureur général et lieutenant général de la Prévôté de Québec. Par son mariage, il devint propriétaire d'une grande seigneurie et occupa un nombre important de positions durant sa vie au Canada.

## Biographie
En 1664, Claude de Bermen de La Martinière se maria avec Anne Després, la veuve de Jean de Lauzon, grand sénéchal de la Nouvelle-France, tué par les Amérindiens Iroquois en défendant la cité de Trois-Rivières. Il débuta le développement de la seigneurie de Lauzon. Il fit une carrière en droit et tint diverses positions dans le Conseil souverain de la Nouvelle-France qui fut par la suite renommé Conseil Supérieur. Il était le gouverneur général du Conseil Souverain pour une certaine période, et en 1714, il devint sous-délégué de l'intendant, Michel Bégon. Ses gestes durant l'absence de Bégon firent lumière sur le rôle de l'intendant concernant la pénurie de grain, qui causa beaucoup de difficultés dans la colonie. Des émeutes successives donnèrent raison à La Martinière concernant le monopole du grain.
Claude eut deux fils, dont un, Claude-Antoine de Bermen de La Martinière, qui eut une carrière distinguée dans les troupes coloniales.

## Hommages
La rue De La Martinière a été nommée en son honneur, en 1917, dans la ville de Québec.